# Петър Мъгленски
Петър Мъгленски е православен духовник, свещеник от XII век, ученик и наследник на Иларион Мъгленски, обявен за светец в лика на светителите.

## Биография
Петър е свещеник, последовател на епископ Иларион Мъгленски, водил борба с еретиците в Мъглен през втората половина на XII век. Петър е известен като „мъж добродетелен, знатен, кротък и целомъдрен, като никой друг“. Под ръководството на Иларион преминава през всички степени на служението и още приживе се сдобива със слава на праведник. Преди смъртта си Иларион го препоръчва на монашеското братство в манастира „Свети Апостоли“ като свой заместник и след смъртта му в 1164 година Петър го наследява на игуменския пост. Под ръководството на Петър манастирът процъфтява. След години обаче се стига до конфликт с някои монаси, недоволни от строгия ред в манастира, като се стига дори до появата на еретици. Петър, който имал благ характер, поучавал паството си и избягвал конфликтите, но бунтовните монаси оставали непреклонни и тогава насън им се явява Иларион, изобличава беззаконните им дела и слага ред в манастира.
Според Алекандър Соловьов и Димитър Ангелов възможно е първото житие на Иларион да е написано от Петър, но сведения в източниците за това няма. Основният източник за епископ Иларион и Петър е пространното житие на Иларион, написано в XIV век от патриарх Евтимий Търновски. Вторият източник е проложният разказ „Пренасяне мощите на свети Иларион, епископ Мъгленски, в град Търново“, съставен във втората четвърт на XIII век очевидно във връзка с пренасянето на мощите на Иларион в Търново.